# Citostàtic
Citostàtic és la propietat de determinades substàncies o organismes de ser tòxics per a les cèl·lules. Els medicaments citostàtics són substàncies citotòxiques que s'utilitzen específicament per a causar un dany cel·lular que no és selectiu per a les cèl·lules tumorals, sinó que afecta totes les cèl·lules de l'organisme com a conseqüència dels seus efectes tòxics adverses.
Una substància citostàtica com aquella que és capaç d'inhibir o impedir l'evolució de la neoplàsia, restringint la maduració i la proliferació de cèl·lules malignes o actuant sobre fases específiques del cicle cel·lular i, per això, són actives enfront de cèl·lules que es troben en procés de divisió.
Este mecanisme fa que, al seu torn, siguen per si mateixes carcinògenes, mutàgenes i/o teratògenes. Són un grup heterogeni de substàncies de diferent naturalesa química que s'utilitzen de forma preferent, encara que no de manera exclusiva, com a tractament antineoplàstic. Se subministren soles o bé, acompanyades d'un altre tipus de teràpia.
Dins del procés d'utilització d'agents citostàtics, la ciclofosfamida, el 5-fluorouracil i el metotrexat constitueixen el 81% dels agents antineoplàstics preparats.
La capacitat citostàtica pot mesurar-se amb els següents tests:
- Test MTT.
- Test Trypan Blue (TB).
- Test de la Sulforhodamina B (SRB).
- Test WST.
- Test Clonogènic.

Les cèl·lules citostàtiques per dependència d'anticossos, en anglès (ADCC), descriuen l'habilitat cel·lular de matar certs limfòcits que requereixen que la cèl·lula blanc sigui marcada per un anticòs. La citotoxicitat de limfòcit, per l'altre costat, no és mitjançant anticossos, ni per citòstasi complementària (CDC), que és intervinguda pel sistema del complement.
Es distingeixen tres grups de limfòcits citostàtics: 
- Limfòcits T citostàtics
- Natural killer
- Natural killer de cèl·lules T.